# Willem Drees
Willem Drees (Amsterdã, 5 de julho de 1886 – Haia, 14 de maio de 1988) foi um político neerlandês, membro do Partido do Trabalho (PvdA). Serviu como primeiro-ministro dos Países Baixos de 7 de agosto de 1948 até 22 de dezembro de 1958.
Anteriormente, atuou como membro da Câmara dos Deputados a partir de 09 de maio de 1933 até 24 de junho de 1945. E como o líder parlamentar do Partido dos Trabalhadores social-democratas dos na Câmara dos Deputados a partir de 19 de agosto de 1939 até 24 de junho de 1945, quando ele se tornou Ministro dos Assuntos Sociais e Vice-Primeiro Ministro servindo de 24 de junho de 1945 até 7 de agosto de 1948, no gabinete Schermerhorn-Drees e no primeiro gabinete Beel. Ele serviu uma vez em um curto período como um membro da Câmara dos Deputados, após a eleição geral neerlandesa de 1946 a partir de 4 de junho de 1946 até 4 de julho do mesmo ano. Após a eleição geral neerlandesa de 1948, Drees tornou-se primeiro-ministro dos Países Baixos, formando os gabinetes Drees-Van Schaik, Drees I, Drees II e Drees III. Foi Ministro dos Negócios Colonial de 15 de março de 1951 até 31 de março de 1951, e Ministro das Finanças de 1 de julho de 1952 até 2 de setembro de 1952, após as renúncias de Johannes Henricus van Maarseveen e Lieftinck Piet respetivamente. Ele novamente teve duas passagens curtas como um membro da Câmara dos Deputados após a eleição geral holandesa de 1952, servindo a 15 de julho de 1952 até 2 de setembro de 1952 e de 3 de julho de 1956 até 3 de outubro de 1956.
Depois de seu governo, Drees se aposentou da política ativa. Ele já era 72 ea segunda pessoa mais velha que serviu como primeiro-ministro dos Países Baixos após Johan Rudolph Thorbecke, que morreu no escritório com a idade de 74. Em 22 de dezembro de 1958 foi-lhe concedido o título honorífico de Ministro de Estado. Ele permaneceu um observador muito ativo da política holandesa, a publicação de um número considerável de livros e artigos até a idade de 97. Willem Drees morreu em 14 de maio de 1988 com a idade de 101 anos, 314 dias, e é um dos poucos líderes estaduais mais longos vividos que se tornou um centenário. Ele é elogiado por muitos como o político holandês mais importante após a II Guerra Mundial por suas contribuições importantes e suas reformas sociais. Drees foi escolhido como o melhor primeiro-ministro dos Países Baixos após a II Guerra Mundial depois de uma sondagem de opinião realizada pela VPRO em 2006.

## Primeiros anos
Drees Willem nasceu em Amsterdã em 5 de julho de 1886. Depois de completar o ensino secundário em 1903, ele trabalhou até 1906 para o Banco Twentsche em Amsterdão. Isto foi seguido por um período como um estenógrafo com o Conselho Municipal de da cidade e depois entre 1907 e 1919 com os Estados Gerais dos Países Baixos.

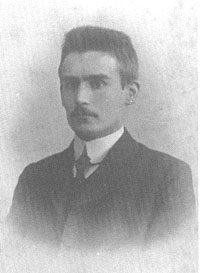
Willem Drees em 1908

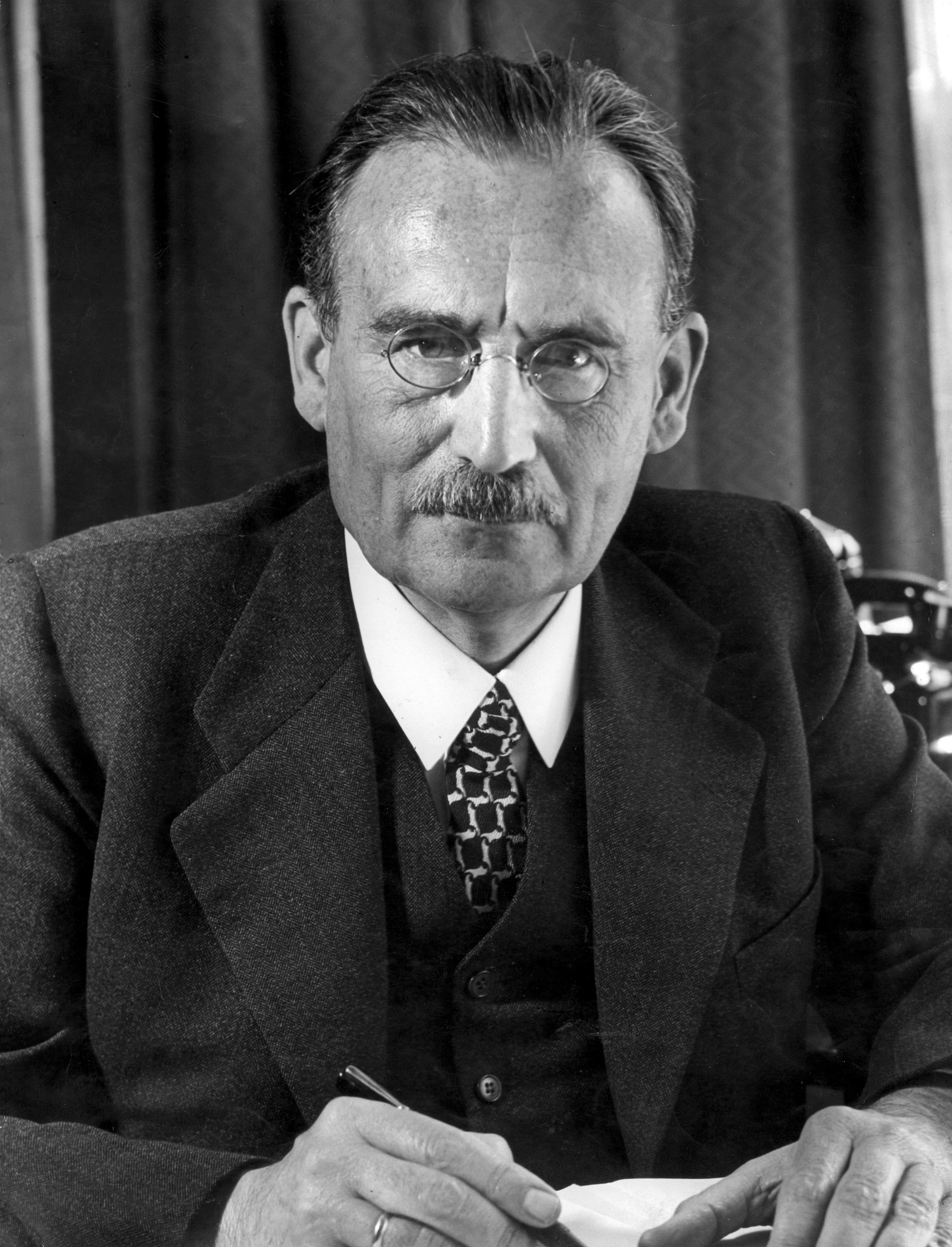
Willem Drees como Ministro dos Assuntos Sociais, em 1947

## Carreira política

### Início da carreira política
Em 1904 ingressou no Partido Social-Democrata dos Trabalhadores, que mais tarde foi absorvido pelo Partido do Trabalho em 1946. De 1910 a 1931, ele foi presidente do ramo de Haia do Partido dos Trabalhadores Sociais Democratas e entre 1913 e 1941 um membro do Conselho Municipal de Haia. Durante esse período, ele foi vereador de assuntos sociais 1919-1931 e para finanças e obras públicas até 1933.

### Primeiro-Ministro e de carreira mais tarde
De 07 de agosto de 1948 a 22 de dezembro de 1958 ele foi primeiro-ministro dos Países Baixos em quatro gabinetes sucessivos Drees I, II Drees, Drees III e IV Drees.
O período de Drees no escritório teve pelo menos quatro grandes desenvolvimentos políticos: os traumas da descolonização, reconstrução económica, a criação do estado de bem-estar neerlandês e integração internacional e da cooperação, incluindo a formação de Benelux, a OECE, a OTAN, a CECA e a CEE. Quando seu gabinete se separou em dezembro de 1958, ele foi nomeado para o cargo honorário de Ministro de Estado, o Partido Trabalhista Neerlandês nomeou-o membro do seu Conselho Executivo para a vida em 1959. Devido à deficiência auditiva, ele parou de frequentar suas reuniões em 1966. Ele discordou veementemente da Nova Esquerda tendências na sociedade e estratégias do Partido Trabalhista Neerlandês. Ele acabou por desistir pertença a um partido que ele tinha servido durante cerca de 67 anos.

## Vida fora da política
Durante a ocupação alemã, ele foi feito refém no campo de concentração de Buchenwald em outubro de 1940. Libertado um ano depois, ele desempenhou um papel proeminente, como vice-presidente e presidente em exercício do Comitê Executivo ilegal do SDAP, e como um participante importante nas consultas interpartidárias secretas. Em 1944 ele se tornou presidente da Commissie Contact van de Illegaliteit e um membro do College van Vertrouwensmannen que o governo de Londres no exílio encarregado da preparação de medidas a serem tomadas no momento da libertação.
Drees era um esperantista e dirigiu em 1954 o Congresso Mundial de Esperanto, que foi realizada em Haarlem.
Tanto seus filhos Jan Drees e Willem Drees Jr. eram membros ativos do Partido Trabalhista Holandês, mas deixou o partido em torno de 1970, para juntar-se aos democratas-socialistas. A causa foi uma briga com membros mais jovens do partido que queriam traçar um curso de esquerda mais radical para o partido. Drees próprio deixou o Partido Trabalhista Holandês, em 1971, deixando-os sem o seu ícone, mas ele nunca se juntou aos socialistas democráticos da década de 1970.
Drees era um abstêmio. Morreu em 14 de maio de 1988 em Haia, dois meses antes de seu aniversário de 102 anos de idade.
Em 2004, ele terminou em terceiro lugar na eleição dos Grandes Holandeses.

### Condecorações
- Ordem do Leão da Holanda
  - Cavaleiro da Grande Cruz (22 de dezembro de 1958)
- Medalha da Liberdade de ouro palma (7 de abril de 1953)

## Ligações Externas
- Dr. W. Drees (Ministry of General Affairs)
- Dr. W. (Willem) Drees (em holandês) (Parlement & Politiek)

x